# Mochlozetes penetrabilis
Mochlozetes penetrabilis är en kvalsterart som beskrevs av Grandjean 1930. Mochlozetes penetrabilis ingår i släktet Mochlozetes och familjen Mochlozetidae. Inga underarter finns listade i Catalogue of Life.